# Алекс Крівіль
А́лекс Кріві́ль Та́піас (ісп. Àlex Crivillé Tapias; 4 березня 1970, Барселона, Іспанія) — колишній іспанський мотогонщик, дворазовий чемпіон світу з шосейно-кільцевих мотогонок MotoGP: у 1989 році в класі 125сс та у 1999 — в класі 500сс. Перший іспанець, який виграв чемпіонат світу в «королівському» класі Мото Гран-Прі.

## Біографія

### Кар'єра мотогонщика

#### До класу 500сс
Алекс Крівіль фальсифікував свій вік, щоб почати виступати у мотогонках у віці 14 років у 1985 році: мінімальний вік для отримання гоночної ліцензії у Іспанії на той момент становив 15 років.
Він дебютував у чемпіонаті світу з шосейно-кільцевих мотогонок у 1987 році в нині не існуючому класі 80сс. Виступаючи за команду Derbi, у першій же гонці на Гран-Прі Іспанії він зайняв друге місце, а загалом сезон закінчивши на 11-у місці. В наступному році Алекс виступав в класі 80сс на постійній основі, зайнявши в підсумку 2-е місце, одночасно дебютувавши в класі 125сс.
В сезоні 1989 року іспанець повністю сконцентрувався на виступах в класі 125сс, підписавши контракт з командою «JJ Cobas». Це дало свої плоди: 5 перемог на етапах, 9 подіумів загалом і перший титул чемпіона у кар'єрі.
У 1990 році Крівіль перейшов до класу 250сс, підписавши контракт з командою Джакомо Агостіні «Marlboro Yamaha». Дебютний сезон у цьому класі закінчив на 11-у місці. В наступному році повернувся назад у команду «JJ Cobas», але результати стали ще гіршими — 13 місце в загальному заліку. Після цього сезону Алекс вирішив перейти у «королівський» клас — 500сс.

#### У класі 500сс
Сезон 1992 року Алекс провів у команді Сіто Понса «Campsa-Pons Honda», маючи у своєму розпорядженні мотоцикл Honda NSR500. У цьому сезоні він виграв своє перше Гран-Прі у «королівському» класі у Нідерландах, скориставшись відсутністю лідерів чемпіонату Міка Дуейна, Вейна Рейні та Вейна Гарднера через травми, ставши першим іспанцем — переможцем Гран-Прі у класі 500сс В загальному заліку Крівіль зайняв восьме місце. У 1993 році він знову зайняв 8-е місце в чемпіонаті.
В сезоні 1994 року Алекс став гонщиком заводської команди «HRC Honda», отримавши у напарники австралійця Міка Дуейна. Маючи у своєму розпорядженні мотоцикл Honda NSR500, гонщики та команда домінували у чемпіонаті протягом найближчих років. Поки Дуейн послідовно виграв п'ять чемпіонатів в період 1994—1998 років, Крівіль двічі став четвертим у сезонах 1995 і 1997 років, другим у 1996 році та третім у 1998-му.
Дуейн, який закінчив кар'єру мотогонщика у 1999 році, відкрив шлях до чемпіонства для Крівіля. Алекс у сезоні здобув 6 перемог і за один етап до закінчення чемпіонату достроково став чемпіоном.
Наступні сезони 2000 та 2001 років для Алекса склалися невдало: він зайняв 8 та 9 місця в загальному заліку відповідно.
Сезон 2002 року Алекс Крівіль планував розпочати з командою «d'Antin Yamaha», але змушений був завершити кар'єру через невизначені проблеми зі здоров'ям, основним симптомом яких були випадки непритомності, які почалися перед початком сезону 2000 року і тривала протягом наступних 2 років.

### Після завершення кар'єри мотогонщика
У 2005 році Крівіль пробував свої сили в автоспорті, взявши участь у етапі чемпіонату Іспанії з ралі «Rally de Caceres».
До 2011 року Алекс працював коментатором іспанського телеканалу TVE разом з Анхелем Ньєто.
У 2016 році, перед Гран-Прі Каталонії, він був введений до Залу слави MotoGP, ставши легендою.

## Статистика виступів

### MotoGP
Система нарахування очок, яка діяла у 1969—1987 роки:
| Місце | 1  | 2  | 3  | 4 | 5 | 6 | 7 | 8 | 9 | 10 |
| Очки  | 15 | 12 | 10 | 8 | 6 | 5 | 4 | 3 | 2 | 1  |

Система нарахування очок, яка діяла у 1988—1992 роки:
| Місце | 1  | 2  | 3  | 4  | 5  | 6  | 7 | 8 | 9 | 10 | 11 | 12 | 13 | 14 | 15 |
| Очки  | 20 | 17 | 15 | 13 | 11 | 10 | 9 | 8 | 7 | 6  | 5  | 4  | 3  | 2  | 1  |

Система нарахування очок, яка діяла з 1993 року:
| Місце | 1  | 2  | 3  | 4  | 5  | 6  | 7 | 8 | 9 | 10 | 11 | 12 | 13 | 14 | 15 |
| Очки  | 25 | 20 | 16 | 13 | 11 | 10 | 9 | 8 | 7 | 6  | 5  | 4  | 3  | 2  | 1  |

#### У розрізі сезонів
| Сезон  | Клас   | Команда             | Мотоцикл        | Гонки | Пер | Под | ПП | Очки | Місце |
| ------ | ------ | ------------------- | --------------- | ----- | --- | --- | -- | ---- | ----- |
| 1987   | 80cc   | Derbi               | Derbi 80        | 3     | 0   | 1   | 0  | 12   | 11    |
| 1988   | 80cc   | Derbi               | Derbi 80        | 7     | 0   | 5   | 0  | 90   | 2     |
| 1988   | 125cc  | Hummel              | Hummel 125      | 4     | 0   | 0   | 0  | 7    | 31    |
| 1989   | 125cc  | JJ Cobas            | Cobas-Rotax 125 | 11    | 5   | 9   | 3  | 166  | 1     |
| 1990   | 250cc  | Marlboro Yamaha     | Yamaha TZ250    | 14    | 0   | 0   | 0  | 76   | 11    |
| 1991   | 250cc  | JJ Cobas            | Cobas Honda 250 | 15    | 0   | 0   | 0  | 51   | 13    |
| 1992   | 500cc  | Campsa-Pons Honda   | Honda NSR500    | 13    | 1   | 2   | 0  | 59   | 8     |
| 1993   | 500cc  | Marlboro-Pons Honda | Honda NSR500    | 14    | 0   | 2   | 0  | 117  | 8     |
| 1994   | 500cc  | HRC Honda           | Honda NSR500    | 13    | 0   | 3   | 0  | 144  | 6     |
| 1995   | 500cc  | Repsol Honda        | Honda NSR500    | 13    | 1   | 6   | 1  | 166  | 4     |
| 1996   | 500cc  | Repsol Honda        | Honda NSR500    | 15    | 2   | 11  | 5  | 245  | 2     |
| 1997   | 500cc  | Repsol Honda        | Honda NSR500    | 10    | 2   | 6   | 0  | 172  | 4     |
| 1998   | 500cc  | Repsol Honda        | Honda NSR500    | 14    | 2   | 7   | 1  | 198  | 3     |
| 1999   | 500cc  | Repsol Honda        | Honda NSR500    | 16    | 6   | 10  | 2  | 267  | 1     |
| 2000   | 500cc  | Repsol Honda        | Honda NSR500    | 16    | 1   | 2   | 0  | 122  | 9     |
| 2001   | 500cc  | Repsol Honda        | Honda NSR500    | 15    | 0   | 2   | 0  | 120  | 8     |
| Всього | Всього | Всього              | Всього          | 193   | 20  | 66  | 12 | 2012 |       |

## Цікаві факти
- Іменем Алекса Крівіля названий один з поворотів траси «Circuito de Jerez», на якій відбувається Гран-Прі Іспанії MotoGP.[5]
- Алекс Крівіль є вболівальником футбольного клубу «Барселона».[6]